# Libertas; maandschrift voor het koninkrijk der Nederlanden
Libertas; maandschrift voor het koninkrijk der Nederlanden was een verzetsblad uit de Tweede Wereldoorlog, dat vanaf juli 1944 tot en met mei 1945 in gedrukte vorm in 's-Gravenhage werd uitgegeven. Het blad verscheen maandelijks in een oplage tussen de 2000 en 3000 exemplaren. De inhoud bestond voornamelijk uit opinie-artikelen.
In de loop der jaren veranderde het karakter van de illegale bladen, aanvankelijk opgericht ter stimulering van het verzet, in bladen met een meer politieke inslag. A.A.C. Reedijk, F.G.A. (Ferry) Huber (reeds medewerker van Slaet op den trommele) en D.E. van Raalte gingen daarom over tot de oprichting van een orgaan, waarvan de geestelijke basis werd gevormd door de erkenning en aanvaarding van de christelijke beginselen op liberale grondslag. Artikelen betreffende de toekomstige onderlinge verhouding tussen de gebiedsdelen van het koninkrijk en de verhouding tussen werkgever en werknemer vormden een belangrijk gedeelte van de inhoud.
In de laatste week van de oorlog werd nog begonnen met de uitgave van een 'Wekelijkse Kroniek' van Libertas, waarin commentaar werd geleverd op het politieke nieuws, dat de nieuwsorganen brachten. Toen de legale dagbladen weer in de behoefte aan voorlichting konden voorzien, werd deze uitgave gestaakt.

## Betrokken personen
- F.G.A. (Ferry) Huber
- D.E. van Raalte
- A.A.C. Reedijk

## Gerelateerde kranten
- Slaet op den trommele.[1]
- Wekelijkse kroniek van Libertas; in samenwerking met 'De koerier'; en 'Voor koningin en vaderland'.[2]